# Ӝ
Ӝ (minuskule ӝ) je písmeno cyrilice. Je používáno pouze v udmurtštině. Jedná se o variantu písmena Ж. Písmeno zachycuje stejnou hlásku jako písmeno Џ v srbštině, jako písmeno Ҷ v tádžičtině, jako písmeno Ӌ v chakaštině, nebo jako v minulosti používaná písmena Ҹ v ázerbájdžánštině či Ӂ v gagauzštině.